# Geórgios Papadiamantópoulos
Pour les articles homonymes, voir Papadiamantópoulos.
Geórgios Papadiamantópoulos (grec moderne : Γεώργιος Παπαδιαμαντόπουλος), né en 1845 et mort le 23 août 1908, est un militaire et homme politique grec.

## Biographie

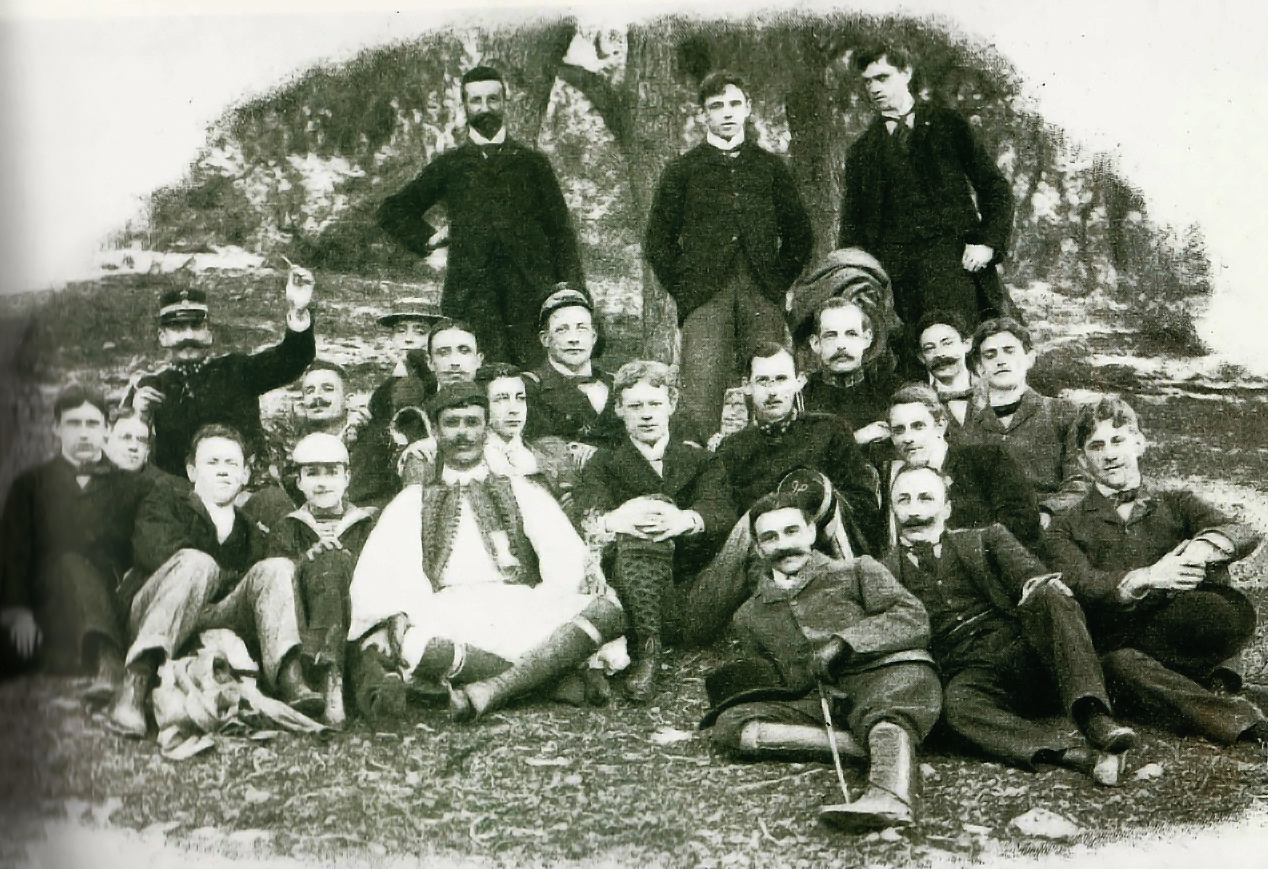
Geórgios Papadiamantópoulos entouré d'athlètes grecs et de membres de la famille royale grecque (parmi eux : Spyrídon Loúis, Edwin Flack et James Connolly, Constantin, Georges, Nicolas et André,,).

Fils de Dimítrios Papadiamantópoulos (el) et frère d’Andréas (el) et Ioánnis Papadiamantópoulos (el), il est né à Patras. Il est diplômé de l'école militaire des Évelpides et entre dans l'armée comme officier. Il accède au grade de colonel puis est démobilisé. De 1895 à 1899, il est député conservateur d'Achaïe.
Il est surtout célèbre pour avoir fait partie des organisateurs de l'épreuve de marathon aux Jeux olympiques de 1896, les premiers de l'ère moderne, à Athènes, et pour avoir repéré Spyrídon Loúis qui remporta l'épreuve, alors que celui-ci n'était qu'un jeune soldat effectuant son service militaire,.
Il meurt à Patras le 23 août 1908.